# BL forever vs. no more BL
BL forever vs. no more BL (jap. 絶対BLになる世界VS絶対BLになりたくない男 Zettai BL ni Naru Sekai VS Zettai BL ni Naritakunai Otoko) ist eine Manga-Serie von Konkichi, die seit 2018 in Japan erscheint. Die Serie erzählt aus dem Leben des namenlosen Protagonisten, der in einem Boys-Love-Manga lebt und dabei versucht, aus allen sich anbahnenden Beziehungen herauszuhalten.

## Inhalt
Die Serie erzählt in kurzen Episoden aus dem Leben des namenlosen Protagonisten, der aus der Beobachtung seiner Umgebung als Jugendlicher feststellt, in einem Boys-Love-Manga zu leben. Er ist nicht nur von unglaublich vielen gutaussehenden Jungen und Männern umgeben, sie verlieben sich auch auf oft klischeehafte Weise ineinander. Währenddessen sind die Frauen und Mädchen seiner Welt unauffällig und kaum wahrnehmbar. Da der Protagonist aber auf Frauen mit großen Brüsten steht, hat er sich vorgenommen, auf keinen Fall in eine der gleichgeschlechtlichen Romanzen hineingezogen zu werden. Vielmehr möchte er weiterhin ein unauffälliger Hintergrundcharakter dieser Boys-Love-Welt bleiben. Daher beobachtet er aufmerksam seine Umgebung und liest viele Boys-Love-Manga, um alle Anzeichen rechtzeitig zu erkennen und sich anbahnenden Beziehungen ausweichen zu können. Seinem kleinen Bruder Ayato hat bereits sein bester Freund Tōjō die Liebe gestanden, doch die Beziehung der beiden entwickelt sich nur langsam.

## Veröffentlichungen
Die Episoden erschienen zunächst ab November 2018 online auf den Plattformen Pixiv Comic und Manga Jam. Der Verlag Shodensha bringt unter dem Imprint Feel Comics FC Jam Sammelausgaben der Kapitel heraus, von denen bisher vier erschienen sind.
Eine deutsche Übersetzung der Serie von Tabea Kamada wird seit August 2022 von Egmont Manga in bisher vier Bänden veröffentlicht (Stand: Oktober 2024).

## Adaptionen
Am 24. April 2020 erschien eine erste Umsetzung des Mangas als Hörspiel auf CD mit Yoshiki Nakajima als der Protagonist, Reiou Tsuchida als Ayato und Takuya Eguchi als Tōjō. Die CD erschien zusammen mit einem 8-seitigen Comic und einem Character-Song, gesungen von Nakajima. Ein zweites Hörspiel erschien am 26. Mai 2021 mit mehreren zusätzlichen Sprechern sowie einem 12-seitigem Comic.
Eine Adaption des Mangas als Dorama für das japanische Fernsehen entstand unter der Regie von Kōichirō Miki und nach einem Drehbuch von Izumi Kawasaki im Auftrag von TV Asahi. Die Hauptrolle übernahm Atsuhiro Inukai. Insgesamt entstanden sieben Folgen. Eine erste Staffel wurde im März 2021, eine zweite im März 2022 bei CS TV Asa Channel 1 gezeigt, sowohl in Japan als auch simultan in Südkorea, Taiwan, Thailand, Vietnam, den Philippinen, Hongkong und Macao. International ist die Serie unter dem Titel A Man Who Defies the World of BL bekannt. Auf der Plattform Viki wurde eine englische Fassung der ersten Staffel veröffentlicht.